# Maria Magdalena Ludewig

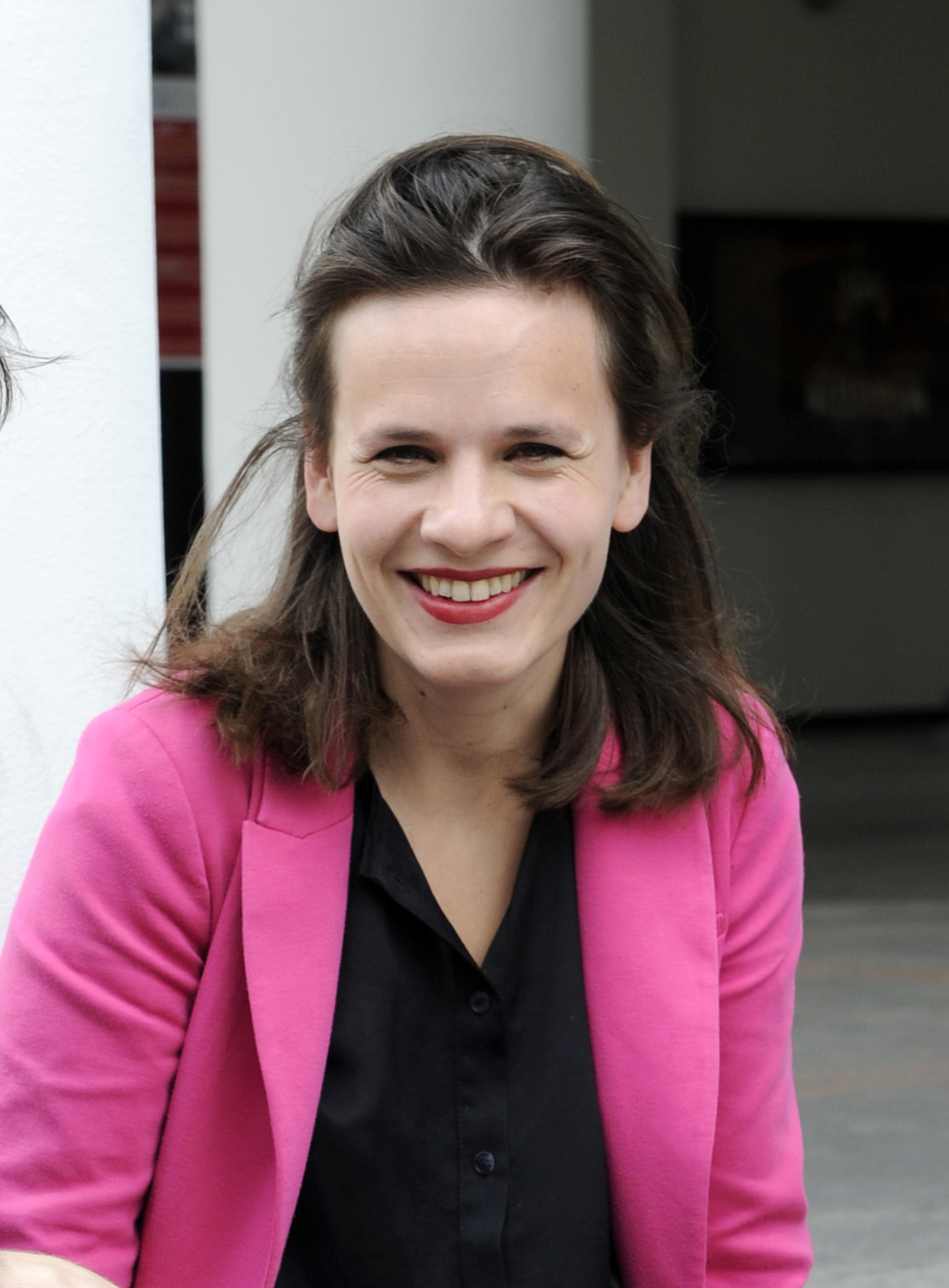
Maria Magdalena Ludewig (Wiesbaden 2014)

Maria Magdalena Ludewig (* 26. März 1982 in Lübeck; † 31. Dezember 2018 vor Fuerteventura, Spanien) war eine deutsche Regisseurin und Kuratorin.

## Leben
Maria Magdalena Ludewig wurde am 26. März 1982 als drittes Kind des Pfarrers Hansgünter Ludewig und seiner Ehefrau Eva-Maria Ludewig, geb. Nobiling in Lübeck geboren. Der Architekt Friedrich Ludewig ist ihr älterer Bruder. Ihre Grundschuljahre durchlief sie in der Lübecker Domschule, danach besuchte sie die Christophorusschule und das Burggymnasium in Braunschweig. Ihr 11. Schuljahr verbrachte sie an der Friendswood High School in Houston, Texas, wo sie ihre Liebe zum Theater entdeckte.
Parallel zum 12. und 13. Schuljahr nahm sie Schauspielunterricht bei Brigitte Jesiek in Braunschweig und übernahm eine Regieassistenz bei Konierzny für Goethes Zauberlehrling zur Expo 2000. Sie übernahm 2001 die Entwurfsarbeit für Bühnenbild und Kostüm für Gevatter Tod nach Grimm am Staatstheater Braunschweig.
Ludewig studierte in Hamburg Philosophie, Germanistik und Medienkultur (2002) sowie an der Hochschule für Schauspielkunst „Ernst Busch“ Berlin Schauspielregie (2003–2007). Ihre ersten eigenen Stücke inszenierte sie 2003 während ihres Regiestudiums an der Ernst Busch Schule. Neben den Arbeiten innerhalb des Studiums (Zeit zu Lieben/Zeit zu Sterben, Vorher/Nachher, Kabale und Liebe, Hamlet, Fraulein Julie) verwirklichte sie eigene Projekte wie EXIL/KONSUMMESSE (2004) im Atombunker unter dem Hamburger Hauptbahnhof und Pax de deux (2005) nach Koltès im Theaterdiscounter Berlin. Am bat-Studiotheater berlin inszenierte sie Der Niebelunge Nôt nach Friedrich Hebbel. Die Inszenierung wurde zur Woche der Jungen Schauspieler in Bensheim und dem Young Actors Project in Salzburg 2006 eingeladen. Im Sommer 2006 inszenierte sie die Flut – ein Ersatzrequiem in der Klosterruine am Alexanderplatz in Berlin.
In ihren Inszenierungen von 2003 bis 2007 arbeitete sie mit dem Bühnenbildner und bildenden Künstler Urs Amadeus Ulbrich zusammen. Gemeinsam entstand die Konzeption einer Theaterform, die sich an der Arbeit mit dokumentarischem Material und modernen Texten ausrichtet, sowie neben Schauspielern vor allem Chöre mit einbindet, und stets den Bezug zu einem speziellen Ort Umfeld sucht. Beginnend mit den ersten Inszenierungen am Hamburger Schauspielhaus bildete sich ein Ensemble vom Schauspielern, mit denen Maria Magdalena Ludewig für alle freien Projekte zusammenarbeitete. Zu diesem Ensemble gehörten: Xenia Tiling, Judith Goldberg, Manja Kuhl, Niklas Kohrt, Yuri Englert, Michael Pietsch, Sebastian Haase und Alwara Höfels. Seit 2006 gehörte auch der Dramaturg Martin Hammer zu diesem Team.
Seit 2007 arbeitet sie regelmäßig auf Kampnagel, außerdem u. a. am Theater in Heilbronn und am Thalia Theater Halle. Sie inszenierte eigene Projekte, für die sie auch als Autorin fungierte, und arbeitete mit anderen Künstlergruppen zusammen an gemeinsamen Projekten, wie anschlaege.de (barmbek.tv, Kampnagel 2007). Mit ihren eigenen Produktionen war sie zu Gastspielen und Festivals in Frankfurt, Magdeburg, Berlin und New York eingeladen. Im Jahre 2008 gründete sie das Produktionsteam Union Universal, mit dem sie zahlreiche Projekte zwischen Bühnen- und Stadtraum meist auf Grundlage recherchierter Materialien entwickelte. 2009/2010 war sie Stipendiatin von Format-Neue Wege in der Kultur des Thalia Theaters Halle und der Deutschen Bank Stiftung.
Ludewig leitete und kuratierte 2016 und 2018 gemeinsam mit Martin Hammer die Wiesbaden Biennale des Hessischen Staatstheaters Wiesbaden.
Neben ihrer Arbeit als Kuratorin und Regisseurin arbeitete sie als Autorin, sowie als freie Mitarbeiterin des Bayerischen Rundfunks und als Produktionsleiterin und Kuratorin für interdisziplinäre Projekte, u. a. für die Prinzessinnengärten in Berlin-Kreuzberg.
Ludewig verunglückte Silvester 2018 gegen 16 Uhr während eines Urlaubsaufenthalts auf der Insel Fuerteventura tödlich, als sie am Strand Los Molinos bei Puerto del Rosario auf einem Felsvorsprung von einer Atlantikwelle ins offene Meer gezogen wurde. Sie wurde auf dem Dorotheenstädtischen Friedhof in Berlin beigesetzt.

## Werkübersicht (Auswahl)

### Theaterprojekte als Autorin und Regisseurin
- 2002: Bittersweet – Hamburg, Uraufführung eines Stückes aus der Schreibwerkstatt des Hamburger Schauspielhauses
- 2003: Nichtswimmer am Beckenrand – nach Jelinek – Malersaal des Deutschen Schauspielhauses Hamburg
- 2003: ich liebe dich 0‘58 – Malersaal des Deutschen Schauspielhauses Hamburg, Uraufführung, Schreibwerkstatt des Hamburger Schauspielhauses, gefördert von der Bucerius ZEIT-Stiftung Hamburg.
- 2004: Exilkonsummesse – Atombunker unter dem Hamburger Hauptbahnhof. Uraufführung.[6][7]
- 2005: Pas de deux" nach Koltès Theaterdiscounter Berlin
- 2006: Die Flut – ein Ersatzrequiem –, Klosterruine am Alexanderplatz. Uraufführung.[8]
- 2006: Der Nibelunge Nôt, nach Hebbel – Malersaal des Deutschen Schauspielhauses Hamburg, Uraufführung. Eingeladen zur Woche Junger Schauspieler in Bensheim und Young Actors Project in Salzburg
- 2006: barmbek.tv –  Kampnagel, Uraufführung. Zur Spielzeiteröffnung entstand in Zusammenarbeit mit der Gruppe anschläge.de das Projekt „barmbek.tv“ Ein Internet-basiertes partizipatorisches Stadtteilfernsehen für den ehemaligen Hamburger Arbeiterbezirk Barmbek. (www.barmbek.tv).
- 2007: Tonight: Lulu live, nach Wedekind – Berlin
- 2008: Wir sind Zukunft! – Perspektive Hamburg – Kampnagel, Uraufführung. Dokumentarisches Projekt mit 40 Grundschulkindern unterschiedlicher sozialer Herkunft über Zukunftsperspektiven. Diplomprojekt, bestanden mit Auszeichnung. Gastspiele in Berlin, Frankfurt, Magdeburg, New York. Nominiert für den Brüder-Grimm-Preis, Berlin.[9]
- 2009: Dreamdolls – Hamburger Übel&Gefährlich, Uraufführung. Koproduktion Kampnagel & Ballhaus Ost. Dokumentarisches Projekt mit jungen Berliner Prostituierten mit intellektuellem Background und Schauspielerinnen über alltägliche und theatrale weibliche Identität.[10][11][12]
- 2009: Stars United – Kampnagel Hamburg, Uraufführung. Dokumentarisches Projekt mit Castingshow-Bewerbern über die Ursachen und Auswirkungen des großen Traumes im Alltag und die magische Abkürzung zum Glück.[13]
- 2010: Suche Zukunft – Theater Heilbronn, Uraufführung.  Dokumentarische Bewerbungs-Performance mit einer Heilbronner Hauptschulklasse[14]
- 2010: Mutterglück – Thalia Theater Halle, Uraufführung. Dokumentarisch-fiktionale theatrale Musikperformance mit Schauspielerinnen über Teenagerschwangerschaft, bürgerliches Mutterbild und Mutter-Sein als biographischer Fluchtpunkt.[15]
- 2011: Neither von Beckett/Feldman – Hellerau Dresden, Radialsystem V Berlin.
- 2013: Dem Weggehen Zugewandt – Kampnagel Hamburg, Koproduktion mit Hellerau Dresden, Radialsystem V Berlin und Operdagen Rotterdam. Neukomposition und Uraufführung einer Produktion für 60-köpfigen Laienchor, Streichorchester und acht Solostimmen in Zusammenarbeit mit dem Solistenensemble Kaleidoskop und der Komponistin Manuela Kerer.[16]
- 2014: Hunger For Trade – Schauspielhaus Hamburg[17]
- 2018: Übung in Trauer – Exercise in Mourning – Kampnagel Hamburg.[18][19]

### Kuratorische Arbeiten
- Wiesbaden Biennale 2016[20]

- Wiesbaden Biennale 2018[21]

Umstritten war die von ihr mit verantwortete temporäre Aufstellung einer überlebensgroßen goldenen Statue des türkischen Staatspräsidenten Recep Tayyip Erdoğan auf dem Wiesbadener Platz der Deutschen Einheit. Wie intendiert löste sie vielfältige Debatten in der Stadt und in den überregionalen Medien aus.